# Ophiomusium mirandum
Ophiomusium mirandum är en ormstjärneart som beskrevs av Jean Baptiste François René Koehler 1930. Ophiomusium mirandum ingår i släktet Ophiomusium och familjen Ophiolepididae. Inga underarter finns listade i Catalogue of Life.